# 張慎言 (萬曆庚戌進士)
張慎言（1577年—1645年），字金銘 ，號藐姑，又稱藐山先生，山西省澤州陽城縣屯城人，明朝政治人物。

## 生平
早孤，由祖母撫養。自幼穎悟，萬曆三十四年（1606年）丙午山西鄉試第四十八名舉人，三十八年庚戌科（1610年）会试82名、三甲118名進士。通政司觀政。任山东兖州府寿张县知县，便有居官能幹的聲譽。四十一年，調任曹縣，任內申明乡约，賑濟大饥，亲尝其粥，又開墾荒田三千亩，治行第一。四十六年行取考选，萬曆四十八年（1620年）擢授陕西道御史。生性耿直，不事阿奉。天启五年（1625年），为曹钦程所诬，下詔獄，戍肅州。崇祯元年（1628年）召還，补湖广道御史，歷官太仆寺少卿、太常卿、刑部侍郎。無何，遣歸，再召工部侍郎，累官南京户部尚書。
崇祯十七年（1644年），福王即位南京，張慎言理吏部事。為勛臣劉孔昭等所忌，乞休，加太子太保，蔭一子，避居寧國府。國亡後，疽發背卒。

## 著作
著有《洎水斋文钞》、《洎水斋诗钞》等。
- 過洹水將入里有懐長安古人

洹水纔過丹水流，客愁爭似水悠悠。
汀洲緑映征𫀆淺，桃李香迎語鳥柔。
耽靜計將書卒嵗，懷人豈但目三秋。
歸來鄉里都如故，晚計方思馬少游。

## 家族
曾祖張曉，敕中憲大夫衛輝知府；祖父張昇，嘉靖庚戌進士，河南左參政，崇祀鄉賢；父張天和，廩生，敕贈文林郎。母王氏，敕贈孺人，散官王重光女；继母韩氏，敕贈孺人，副使韩君恩女。永感下。
弟慎修（儒士）；慎德（儒士）；慎思（生員）；慎樞（儒士）；慎機（生員）；慎術。子履旋；兌孚；巽孚。
子张履旋，舉人，崇祯甲申李自成迫授偽官，履不为屈，投崖而死，贈御史。